# عزيز بنعسكر
عزيز بنعسكر ( 30 مارس 1976 ) هو لاعب كرة قدم مغربي معتزل، كان يشغل مركز مدافع بعدة أندية فرنسية وخليجية .

## روابط خارجية
- Player profile - L'Equipe.fr
- عزيز بنعسكر على موقع قاعدة بيانات كرة القدم.إي يو (الإنجليزية)
- عزيز بنعسكر على موقع ناشيونال فوتبول تيمز (الإنجليزية)
- عزيز بنعسكر على موقع Soccerbase.com (لاعب) (الإنجليزية)
- عزيز بنعسكر على موقع Soccerway.com (الإنجليزية)
- عزيز بنعسكر على موقع عالم كرة القدم.نت (الإنجليزية)
- عزيز بنعسكر على موقع GSA (الإنجليزية)